# Boxspringbett

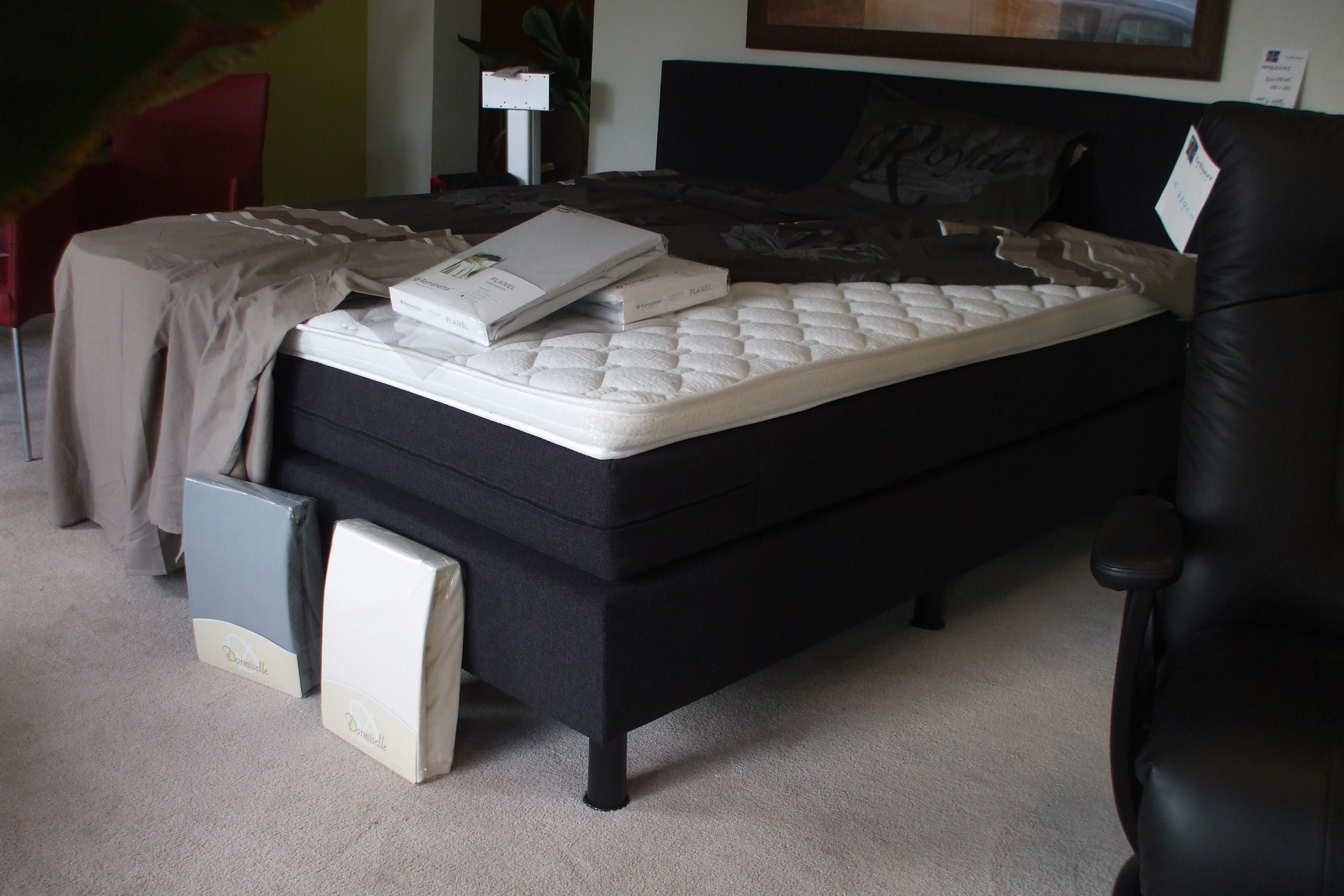
Boxspringbett

Das Boxspringbett, auch Amerikanisches Bett oder Continentalbett genannt, ist ein Schlafsystem, bei dem anstelle eines Lattenrostes ein gefedertes Untergestell die Basis bildet.
Boxspring bedeutet ganz wörtlich übersetzt Kastenfeder, wird aber auch als Federkernkasten übersetzt und beschreibt im Wesentlichen den Aufbau des Untergestells. Dieses Untergestell besteht aus einem Rahmen, der meist aus Massivholz gefertigt ist und die Federung umgibt. 
Meist sind Boxspringbetten mit Bonellfedern (Federkern oder Taschenfederkern) ausgestattet. Je nach Hersteller können bereits im Boxspringuntergestell mehrere unterschiedliche Lagen an Federn verarbeitet sein. Auf dem Boxspring liegt eine Matratze und darauf meist noch eine zusätzliche Auflage (Topper) aus einer ein bis drei Finger dicken Schicht Schaumstoff, dem weichsten Teil des Ganzen.
Besonders populär sind Boxspringbetten in den Vereinigten Staaten und Kanada, aber auch in Skandinavien haben sie eine lange Tradition. In Deutschland wächst der Marktanteil des ursprünglich unter der Bezeichnung Kastenmatratze bekannten Systems.

## Aufbau

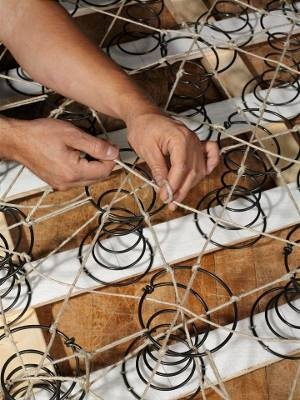
Inneres eines Boxspringbetts

Es gibt verschiedene mögliche Aufbauten bei Boxspringbetten. Im Gegensatz zu den in Deutschland üblichen Betten liegt die Matratze nicht auf einem Lattenrost, sondern auf dem als Boxspring bezeichneten gefederten Untergestell. Beim so genannten Amerikanischen Boxspringbett handelt es sich meist um eine bis zu 30 Zentimeter dicke Matratze. Oft wird zusätzlich eine Matratzenauflage, ein sogenannter Topper, aufgelegt, und alle Elemente haben den gleichen Bezugsstoff.

### Boxspring
Boxsprings sind im Handel auch unter dem Namen Federkernbox bekannt. Ein massiver Rahmen, meist aus Holz gefertigt, umschließt die Federung. Das Boxspring ist stoffbezogen und steht auf Füßen, die die notwendige Luftzirkulation darunter gewährleisten sollen. Die Bettfüße sind meist nicht höher als 20 cm.

### Matratze im Boxspringbett
Als Boxspring-Matratze kann prinzipiell jede Art von Matratze genutzt werden, deren Abmessungen auf die Größe des Unterbettes abgestimmt sein müssen. Als Matratze finden solche mit Federkern/Bonell, Tonnentaschenfederkern, Latex, Visco oder Kaltschaum Verwendung.
In manchen Boxspringbett-Modellen ist die Matratze mit dem Unterbett fest verbunden, sodass man die Matratze nicht getrennt wählen oder austauschen kann.

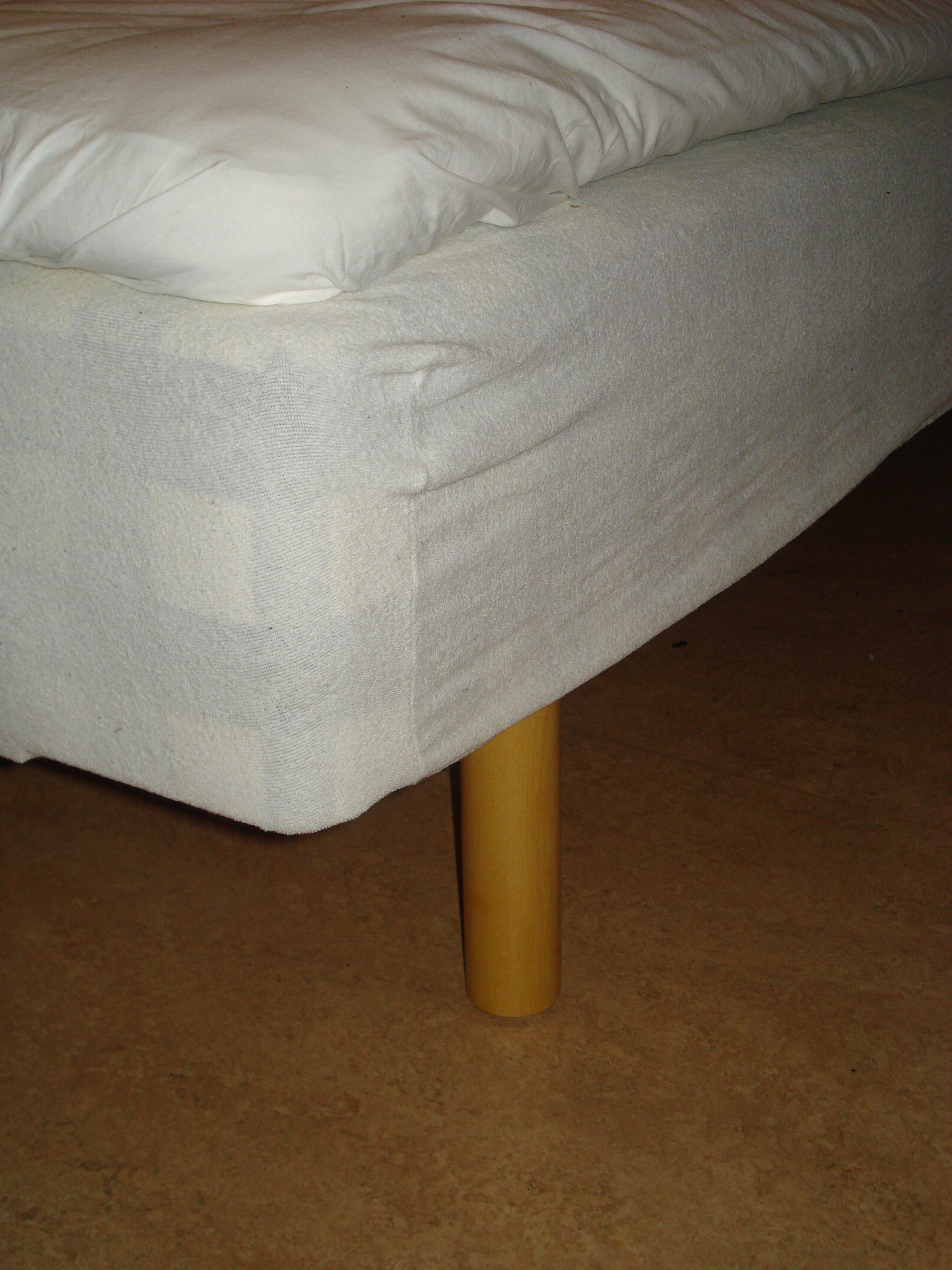
Skandinavisches Boxspringbett

### Topper
Ein Topper bildet den Abschluss des Boxspringbettes. Dabei handelt es sich um eine mehrere Zentimeter dicke Matte, die die darunterliegende Matratze schont und den Schlafkomfort erhöhen soll. Der Topper besteht häufig aus Schafschurwolle, Rosshaar, Kaltschaum, viskoelastischem Material oder Latex und besitzt manchmal einen aus hygienischen Gründen abnehmbaren Überzug. Ein durchgehender Topper schafft beim Doppelbett eine gemeinsame Liegefläche.

## Vor- und Nachteile
Durch die Übereinanderschichtung der bis zu drei Bestandteile sind Boxspringbetten oft etwas höher, was besonders älteren Menschen das Ein- und Aussteigen erleichtert. Die gleiche Bauhöhe kann jedoch auch durch ein höheres konventionelles Bettgestell erreicht werden.
Die Stiftung Warentest kam 2014 zum Ergebnis, dass die Bauform oft nicht halte, was Hersteller und Händler versprächen. Einigen der getesteten Modelle attestiert die Stiftung zwar gute Liegeeigenschaften; in Sachen Haltbarkeit schafften die Boxspringbetten aber oft nur die Noten „befriedigend“ oder „ausreichend“. Bei der Handhabung erhielten einige Produkte ein „mangelhaft“.

## Alternativen
Als Alternative zu einem vollständigen Boxspringbett gibt es sogenannte Boxspring-Matratzen und Boxspring-Lattenroste.
Eine Boxspring-Matratze besteht aus zwei Bonell- oder Federkernen, die sich in einer Matratze befinden. Solche Boxspring-Matratzen können bis zu 35 cm hoch sein und bieten den Vorteil, dass nicht das komplette Bett ersetzt werden muss, sondern nur die Matratze.
Ein Boxspring-Lattenrost besitzt eine zusätzliche Federung aus Bonellfedern und einer Schaumstoffabdeckung.